# Tian Tan Buddha
Tian Tan Buddha (天坛大佛; Tiāntán dàfú) eller Big Buddha är en 34 meter hög bronsstaty föreställande Shakyamuni Buddha. Statyn står vid klostret Po Lin, i höglandsområdet Ngong Ping, som är beläget på ön Lantau i Hongkong.
Tian Tan Buddha färdigställdes 29 december 1993, och är den största statyn av en sittande Buddha som står utomhus.
Buddhastatyn och klostret kan besökas och nås från staden Tung Chung (inte långt från Hongkongs internationella flygplats), varifrån linbanan Ngong Ping 360 leder upp till klostret och statyn, eller med buss från byn Mui Wo.

## Galleri

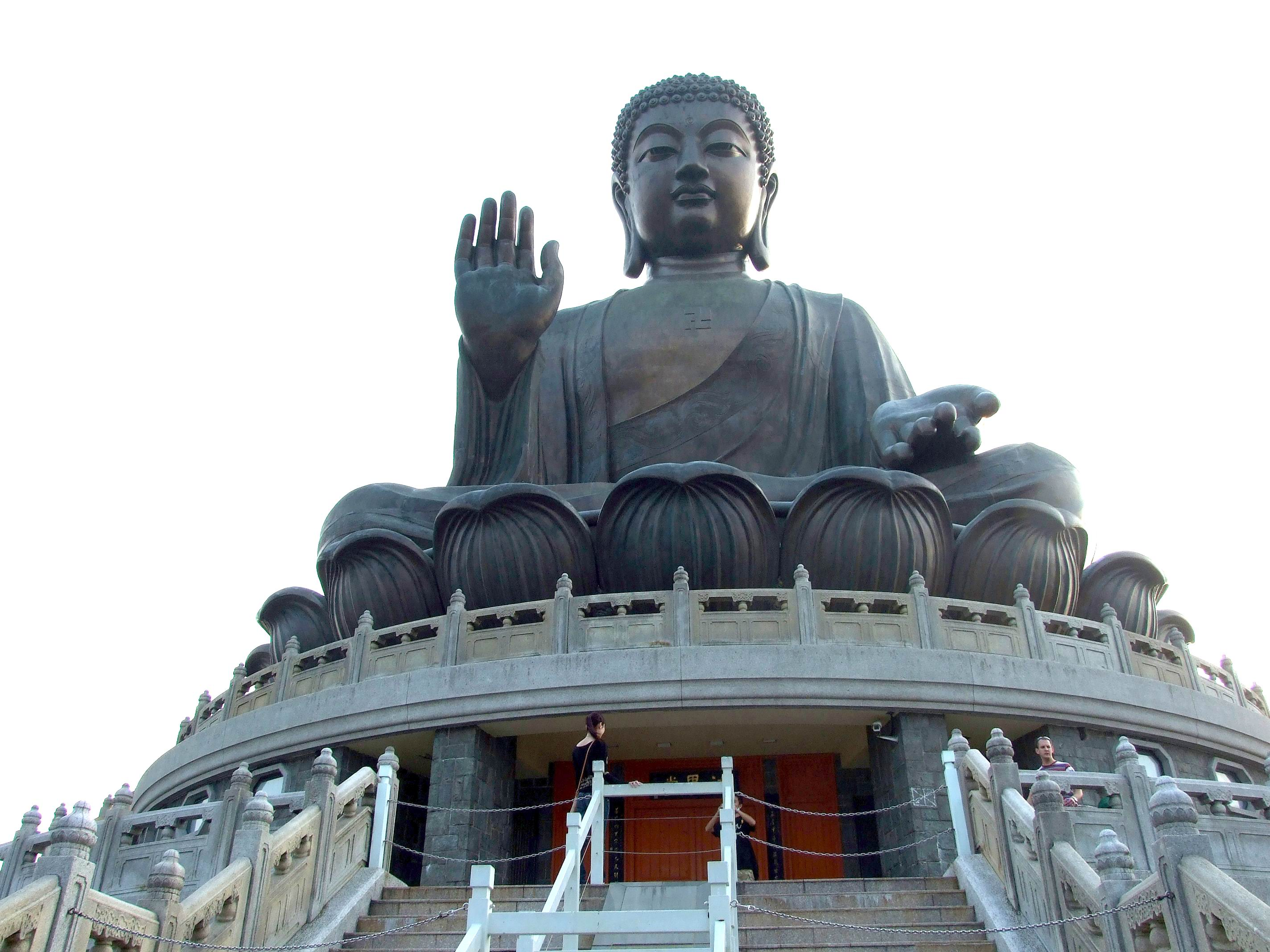
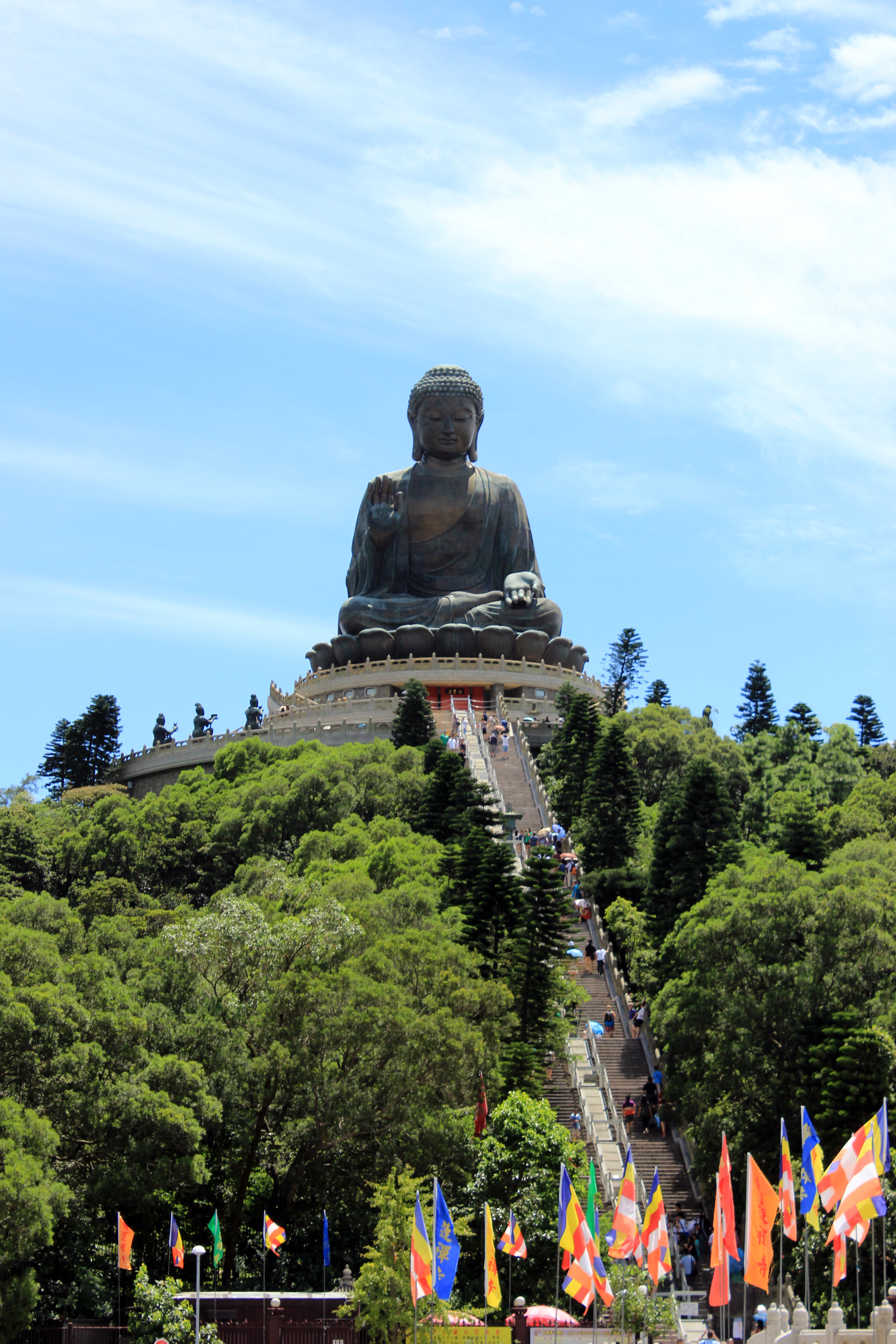
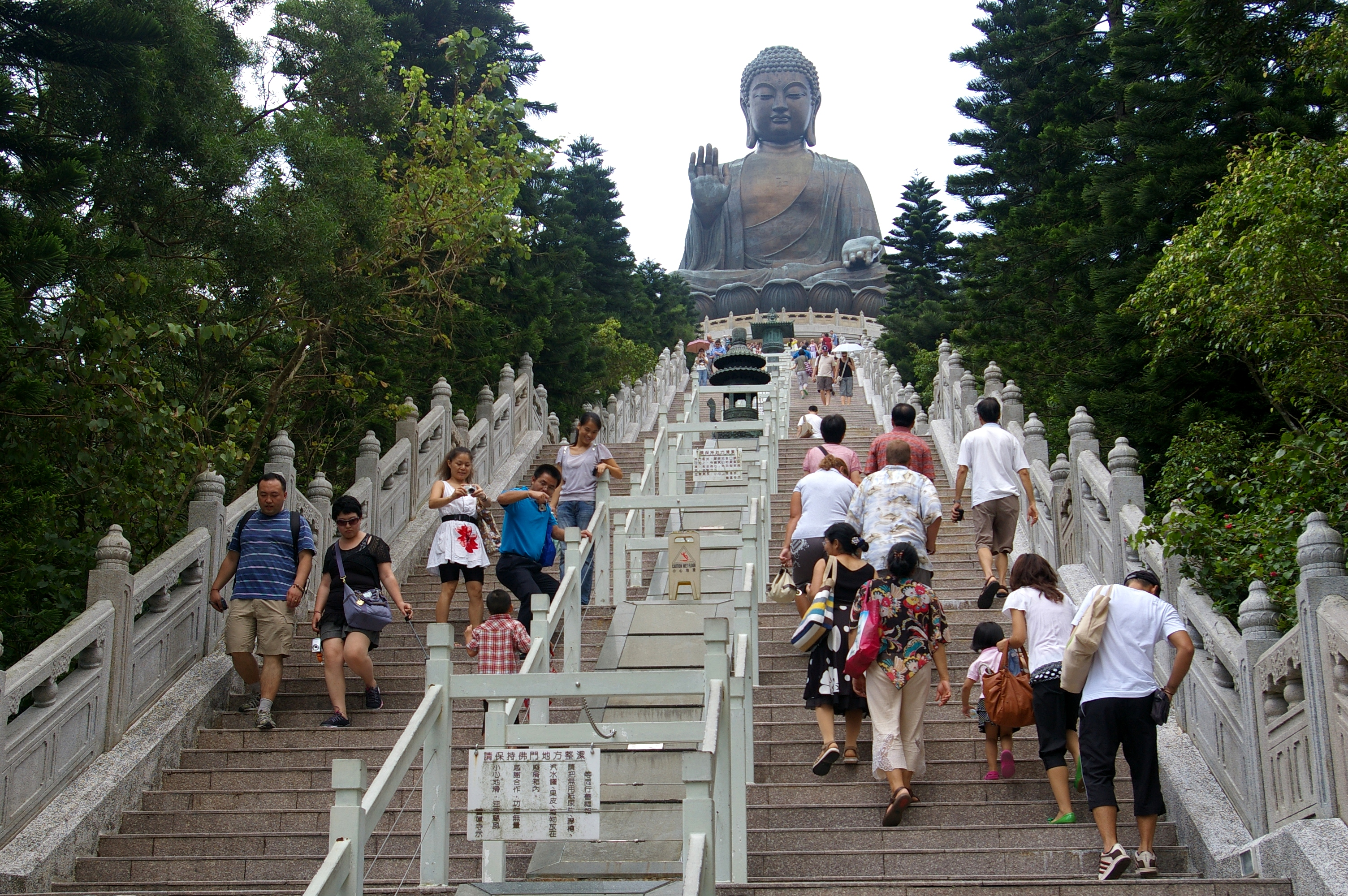
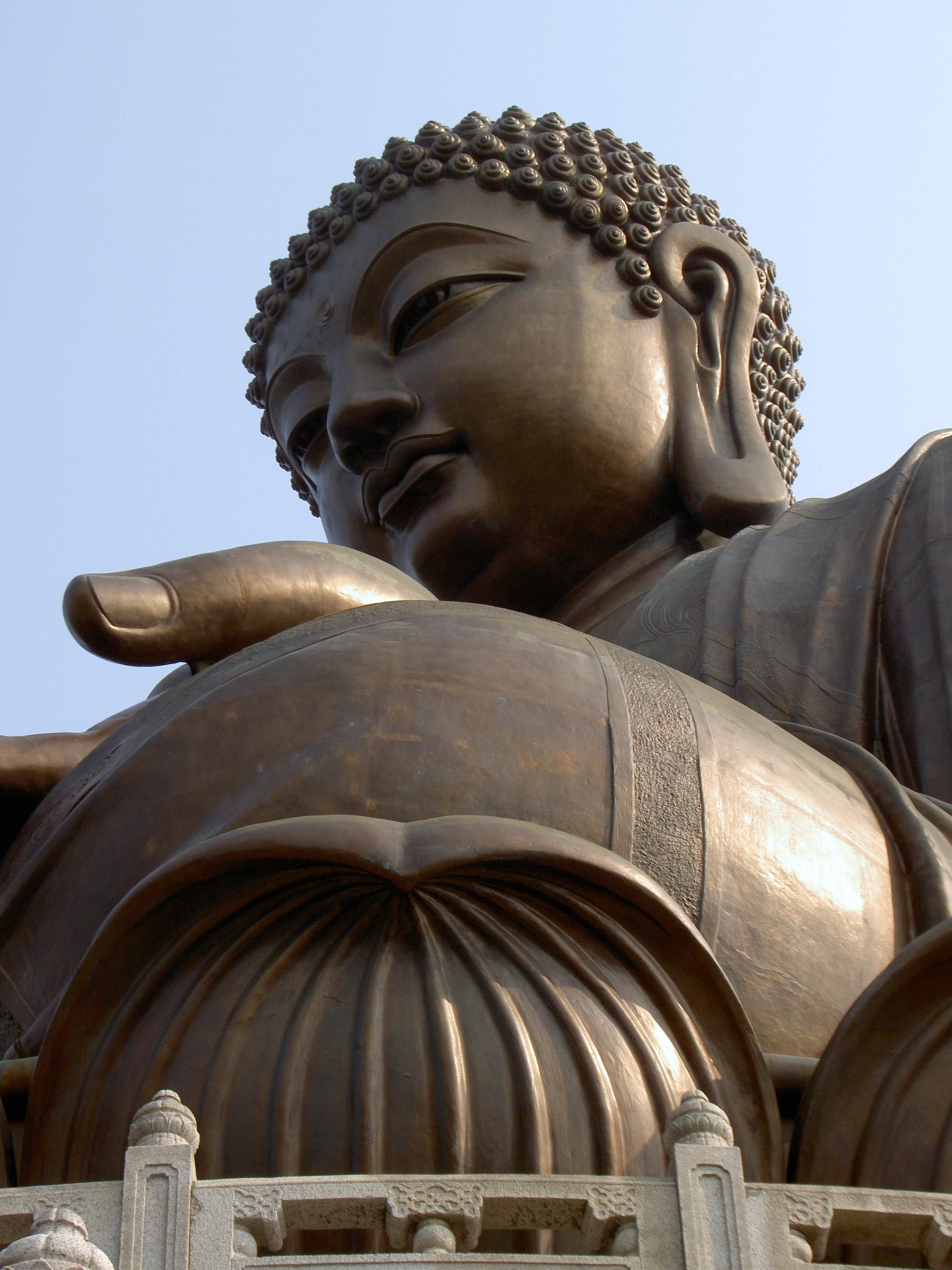